# Aeródromo de Graciosa
El Aeropuerto de Graciosa (en portugués: Aeródromo de Graciosa) (IATA: GRW, OACI: LPGR), está situado en el municipio de  Santa Cruz da Graciosa, en la isla Graciosa, (Azores, Portugal). En él opera la compañía aérea SATA Air Açores con vuelos dentro del mismo archipiélago a la isla Terceira (Aeropuerto de Lajes).

## Aerolíneas y destinos

### Destinos nacionales
| Ciudades      | Nombre del aeropuerto                       | Aerolíneas      | Aeronaves | Frecuencias semanales |          |
| Portugal      | Portugal                                    | Portugal        | Portugal  | Portugal              | Portugal |
| ------------- | ------------------------------------------- | --------------- | --------- | --------------------- | -------- |
| Azores        |                                             |                 |           |                       |          |
| Ponta Delgada | Aeropuerto de Ponta Delgada - João Paulo II | SATA Air Açores | DHC-8     |                       |          |
| Isla Terceira | Aeropuerto de Lajes                         | SATA Air Açores | DHC-8     |                       |          |